# Années 730 av. J.-C.
Les années 730 av. J.-C. couvrent les années de 739 av. J.-C. à 730 av. J.-C.

## Événements

### Proche-Orient

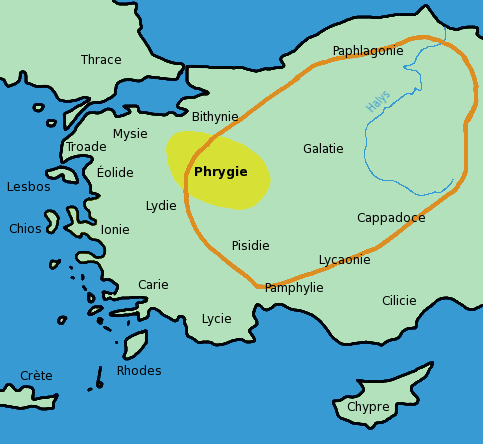
Emplacement de la région traditionnelle de Phrygie en Anatolie (jaune) et expansion maximale du royaume Phrygien (orange)

- 738-695/6 av. J.-C. (ou 715-676[1]) : dates traditionnelles du règne de Midas, roi de Phrygie, peut-être le Mita de Mushki des sources assyriennes sous Sargon II[2]. Il serait mort en 696/5 av. J.-C. selon Eusèbe ou 676/5 av. J.-C. selon Apollodore[3]. Apogée de la Phrygie, grâce à ses mines de fer, sous la dynastie de Midas, fils de Gordias, simple paysan proclamé roi du fait d’un oracle, alors qu’il rentrait chez lui sur son char.

- 740-736 av. J.-C. : règne de Jotham, roi de Juda[4].
- 740-732 av. J.-C. : règne de Rezîn, roi de Damas[4].
- Vers 740-730 av. J.-C. : construction à Gordion du tumulus MM haut de 50 mètres, surplombant un tombeau royal traditionnellement attribué à Midas où à l'un de ses prédécesseurs.
- Vers 739-730 av. J.-C. : règne de Hiram II, roi de Tyr[5]. Il renouvelle le tribut payé aux Assyriens.
- 738-737 av. J.-C. : règne de Péqahyah, roi d’Israël[6]. Ménahem d’Israël a participé probablement à la coalition anti-assyrienne battue par Téglath Salasar en 743/741. Le tribut imposé est si lourd qu’il doit lever un impôt extraordinaire de 50 sicles par notable, ce qui le rend très impopulaire. Son fils Péqahyah lui succède mais est bientôt assassiné par Péqah, fils de Remalyahou, appuyé par 50 soldats de Galaad[7].
- 737-732 av. J.-C. : règne de Péqah, roi d’Israël[6].

- 737-736 av. J.-C. : le roi d’Assyrie Téglath-Phalasar III entreprend la soumission des Mèdes[4].
- 736-716 av. J.-C. : règne d’Achaz,  roi de Juda[4].

- 735 av. J.-C. :

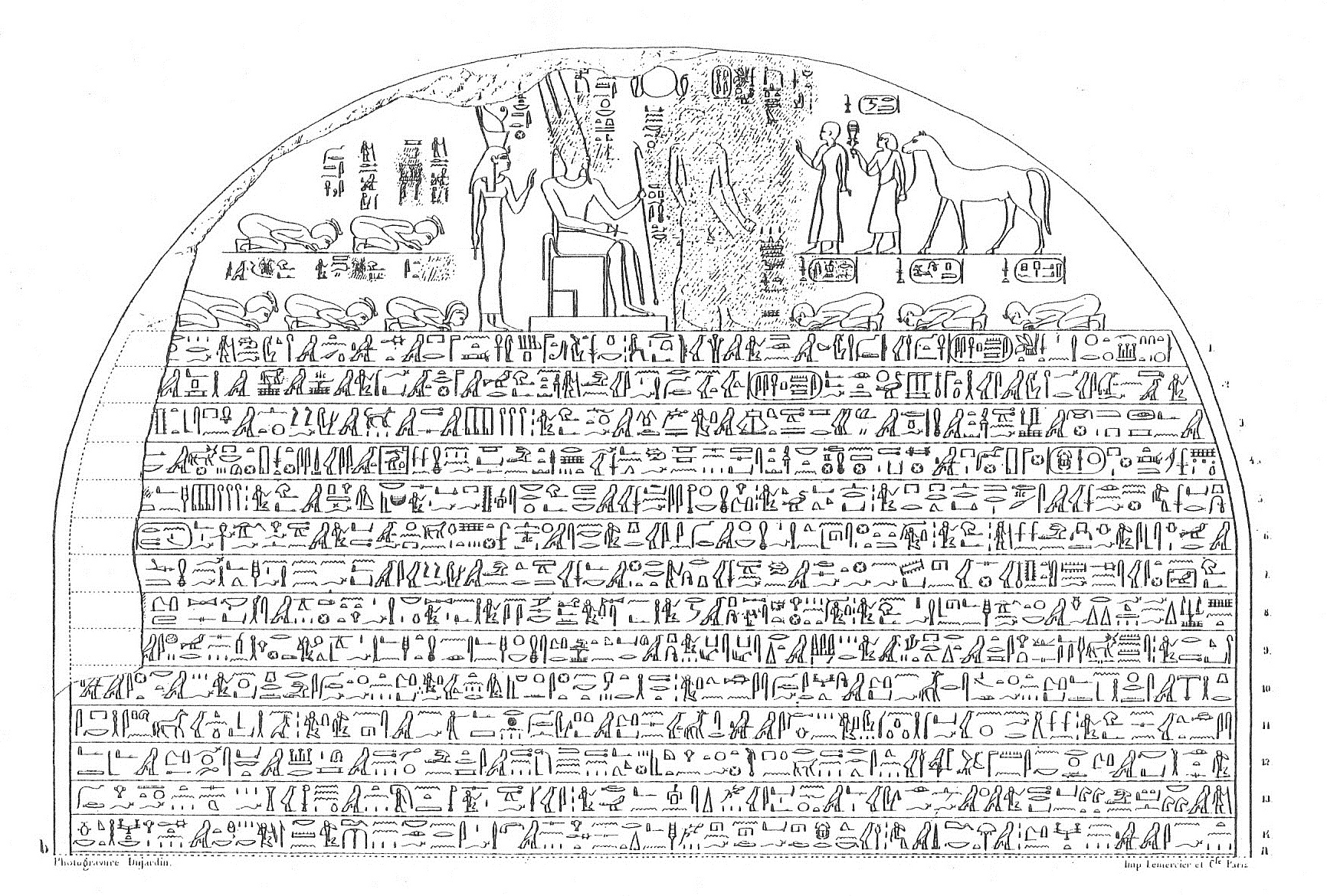
Dessin d’une stèle en granit, découverte au Gebel Barkal, conservée au Musée du Caire. La lunette supérieure montre Piânkhy recevant le tribut de différents dirigeants de Basse-Égypte, et le texte décrit son invasion réussie de l’Égypte.

  - Égypte : le roi de Koush Piânkhy conquiert la région thébaine et une partie de la Moyenne-Égypte, où il se heurte à l’opposition de Tefnakht de Saïs et des coalisés du delta[8].

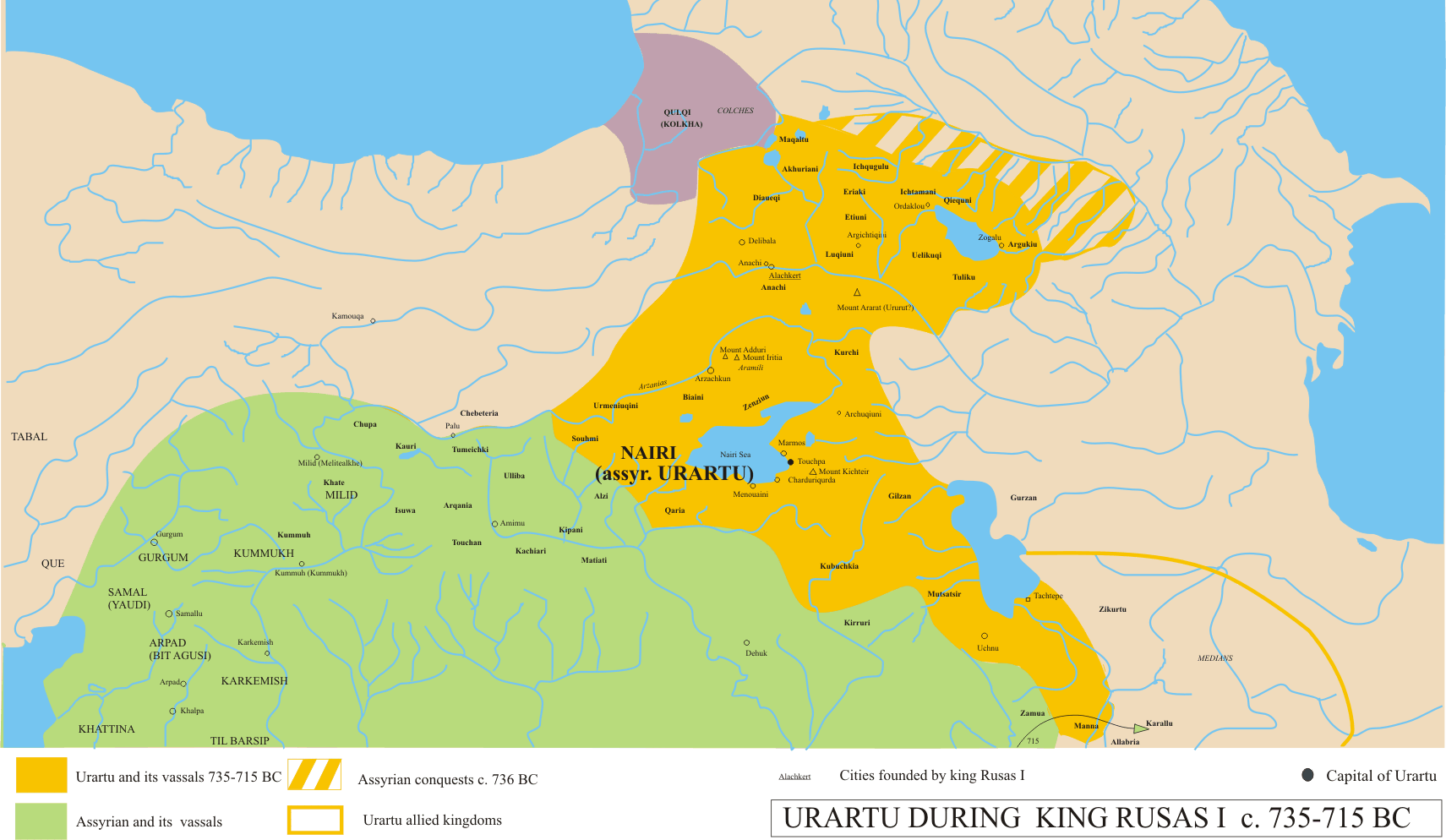
L'Urartu de 735 à 715 av. J.-C.

- - Téglath-Phalasar III pénètre en Urartu, ravage le pays et assiège la capitale Tushpa (Van), mais ne parvient pas à la prendre[4].
  - guerre syro-éphraïmite : Péqah, roi d’Israël et Rezîn, roi de Damas entreprennent de coaliser tous les États de Syrie-Palestine contre les Assyriens. Comme Jotham de Juda refuse de se joindre à eux, Rezîn et Péqah décident de marcher sur Jérusalem pour y installer « le fils de Tabéél » favorable à leur cause. La mort de Jotham affaiblit d’autant plus Juda, son fils Achaz n’ayant que vingt ans. Les Philistins et les Édomites occupent Elat tandis que les coalisés marchent sur Jérusalem[7].
- 734 av. J.-C. : 
  - révoltes en Syrie-Palestine : Tyr et Sidon s’agitent, car l’Assyrie leur a interdit tout commerce avec l’Égypte et les Philistins. Les princes philistins d’Ascalon et de Gaza montent une coalition comprenant tous les souverains de Palestine et de Transjordanie. Téglath-Phalasar III intervient en personne. Le roi d’Ascalon est tué, celui de Gaza fuit en Égypte. L’Ammon, le Moab, Juda, Édom et la reine arabe Samsi doivent payer tribut[4].
  - instabilité politique en Babylonie à la mort de Nabonassar[4]. Nabû-nadin-zeri règne jusqu'en 732 av. J.-C[9].
- 732 av. J.-C. : 
  - malgré les appels au calme du prophète Isaïe, Achaz, roi de Juda fait appel à Téglath-Phalasar III alors que Jérusalem est assiégée par Israël et Damas. Téglath-Phalasar intervient aussitôt, prend Damas et l’annexe (Rêzin est tué), ravage Israël dont le roi Péqah est assassiné (déportation, destruction de Megiddo et d’Hazor). Téglath-Phalasar reçoit la soumission de son successeur, Osée, fils d’Ela, qui paye un très lourd tribut. Le Galaad, la Galilée et le Sharon deviennent des provinces assyriennes[7].
  - Achaz de Juda se reconnaît vassal du roi assyrien. Sa politique de soumission, de syncrétisme religieux et de tolérance des injustices sociales est vigoureusement dénoncée par les prophètes Michée et Isaïe. Achaz de Juda introduit le paganisme araméen et assyrien dans son pays. Il fait placer un autel païen dans le temple de Jérusalem. Des figurines représentant des divinités de la fertilité et des fragments de sculptures de chevaux portant des disques sur le front (culte du dieu-soleil Shamash) datant de cette époque ont été découvertes dans des grottes de Jérusalem[7].
  - règnes de Nabû-shuma-ukin II (un mois), puis de Nabu-mukin-zeri (trois ans), rois de Babylone[9].
- 732-724 av. J.-C. : règne d’Osée, roi d’Israël[4].

- 731 av. J.-C. :  l’Araméen Ukîn-zêr prend le pouvoir à Babylone. Les Assyriens tentent en vain de convaincre les habitants de se soulever contre lui[4].

### Europe
- Vers 737 av. J.-C. :

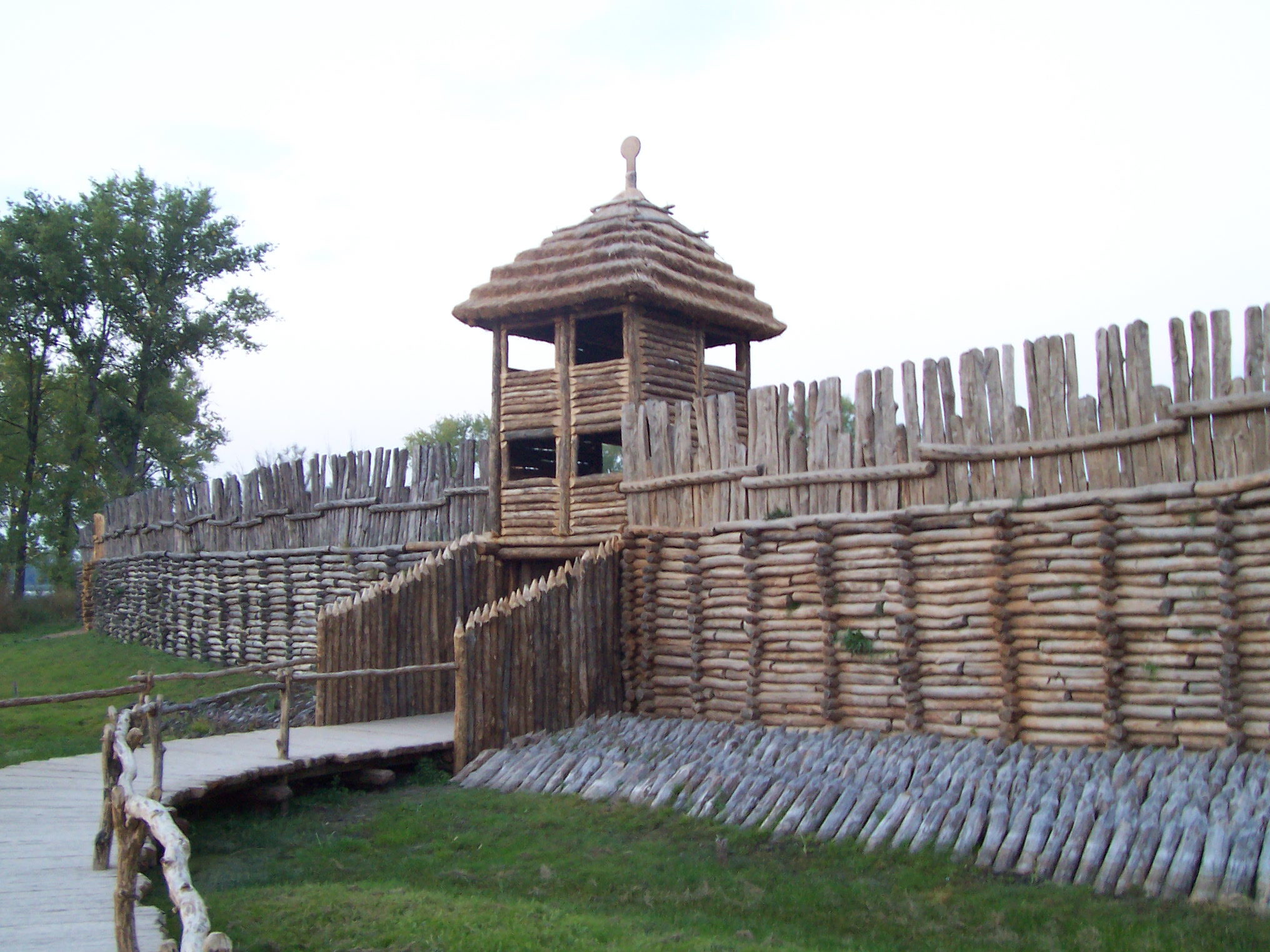
Biskupin, porte et murs

  - construction du fort de Biskupin (sur le territoire polonais)[10].
  - les habitants de Cameria attaquent Rome[11] ; les armées conjointes de Romulus et de Titus Tatius, victorieuses, annexent la ville[12].
- 734 av. J.-C. : fondation de Naxos en Sicile par les Ioniens de Chalcis et de Cumes (ou vers 756 av. J.-C.)[13]. Peu avant 730, Chalcis et Cumes fondent Zancle, future Messine, en Grande Grèce. Avec la fondation de Rhêgion quelque temps après, les Grecs contrôlent le détroit de Messine[14]. La même année, des colons grecs dirigés par Archias, venus de Corinthe, fondent la colonie de Syracuse[15].
- 733 av. J.-C. : L'île de Corcyre, alors emporion d'Érétrie, est prise par les Corinthiens.

- 732 av. J.-C. : première participation de Sparte aux Jeux olympiques[16].